# Paravibrissina infuscata
Paravibrissina infuscata là một loài ruồi trong họ Tachinidae.